# Mactra stultorum
Espèce
Mactra stultorum (anciennement Mactra corallina), la mactre coralline est une espèce de mollusques bivalves marins de la famille des Mactridae.

## Description
Coquille assez fine, brillante, beige à ocre, atteignant 6 cm de long et garnie de rayures blanches rayonnant du sommet jusqu'au bord de la coquille. À l'intérieur, les valves présentent des zones violettes plus ou moins apparentes.

var. atlantica Valve droite
var. atlantica Valve gauche
var. cinerea Valve droite
var. cinerea Valve gauche
var. lignaria Valve droite
var. lignaria Valve gauche

## Habitat
Fonds sablonneux.